# Maestro dell'Altare Irnhoff
Il Maestro dell'Altare Irnhoff (fl. XV secolo) è stato un pittore anonimo tedesco attivo all'inizio del XV secolo.
Prende il suo nome dall'Altare della Vergine, commissionato nel 1420 da Konrad Imhoff per la chiesa di San Lorenzo di Norimberga e ivi conservato. Al centro è l'Incoronazione della Vergine, sulle ante sono gli Apostoli; il rovescio della tavola centrale con il Ecce Homo è ora conservato al museo di Norimberga. 
|  |  |

Precedentemente nel 1400, probabilmente realizza l'Altare Deischler, di cui restano le portelle con Santi, la Madonna col Bambino e San Pietro martire, tavole ora divise nei musei di Berlino con figurette slanciate ma di modi più austeri a confronto con la coeva arte boema da cui pur tuttavia deriva. L'Altare Imhoff raggiunge modi ancora più austeri e ieratici come nell'Incoronazione dove la Vergine e Cristo, assisi l'uno accanto all'altro, sono formati da solide volumetrie messe in risalto dal plastico chiaroscuro, avvolte da un drappeggio sobrio e netto.
| Controllo di autorità | VIAF (EN) 95789862 · Europeana agent/base/107420 · ULAN (EN) 500017723 |